# Mimudea khorassanalis
Mimudea khorassanalis là một loài bướm đêm trong họ Crambidae.